# Powers Lake (Wisconsin)
Powers Lake is een plaats (census-designated place) in de Amerikaanse staat Wisconsin, en valt bestuurlijk gezien onder Kenosha County en Walworth County.

## Demografie
Bij de volkstelling in 2000 werd het aantal inwoners vastgesteld op 1500.

## Geografie
Volgens het United States Census Bureau beslaat de plaats een oppervlakte van 7,2 km², waarvan 5,0 km² land en 2,2 km² water.

## Plaatsen in de nabije omgeving
De onderstaande figuur toont nabijgelegen plaatsen in een straal van 12 km rond Powers Lake.